# Felsenlabyrinth (Luisenburg)

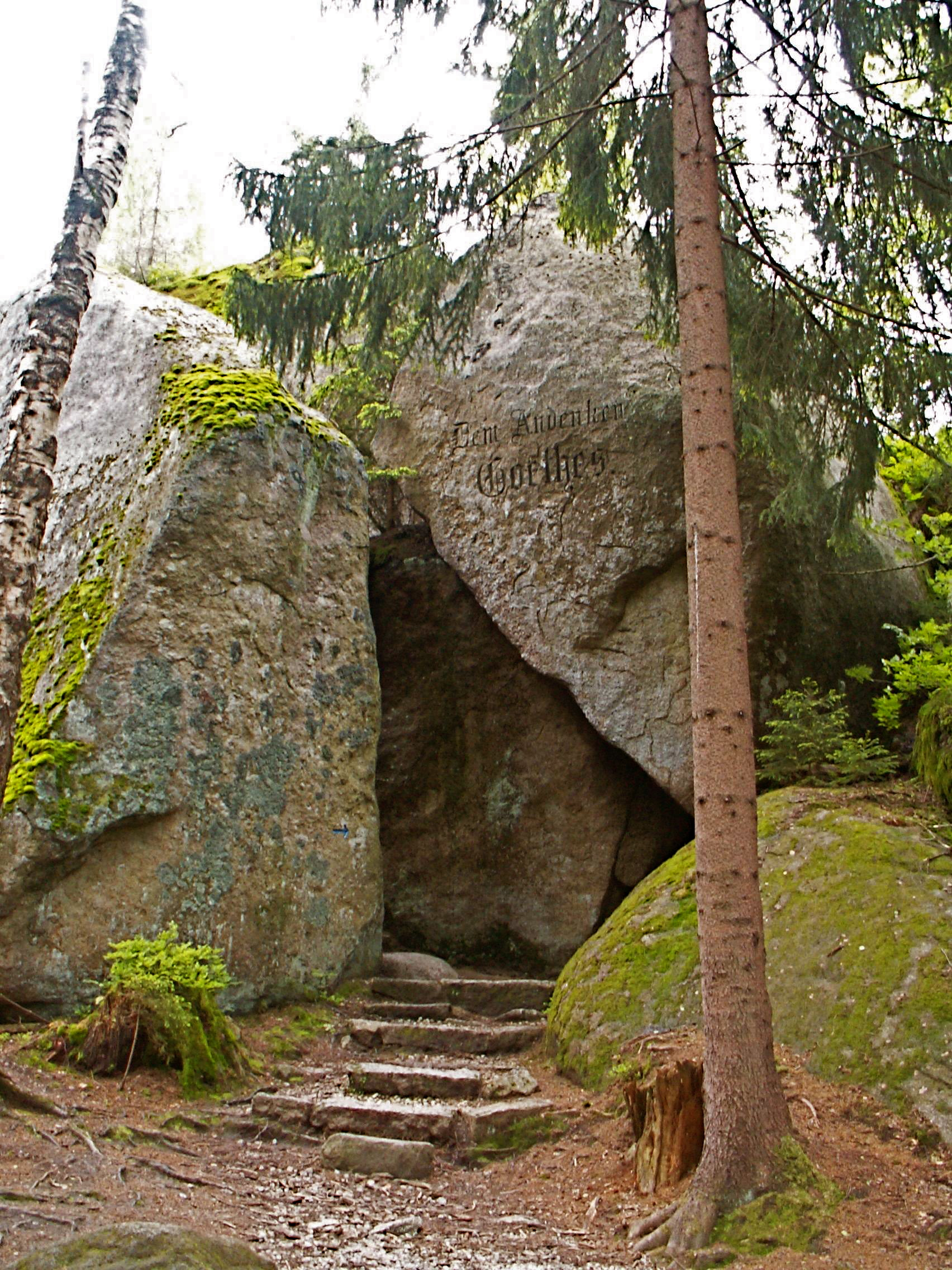
Le rocher de Goethe

Le labyrinthe rocheux de  Luisenburg (en allemand : Luisenburg-Felsenlabyrinth) est un amas de rochers fait de blocs de granit de plusieurs mètres de diamètre et fait partie de la réserve naturelle proche de Wunsiedel, dans le Fichtelgebirge, au nord de la Bavière (Allemagne). Pendant longtemps, on a cru que sa formation était due à des catastrophes naturelles comme des tremblements de terre. Aujourd'hui, il est avéré que des processus tels que l'altération et l'érosion sur une longue période de temps sont beaucoup plus susceptibles d'avoir été la cause de ce phénomène.
Les formes arrondies des blocs ont été formés par météorisation à cause des intempéries du climat humide de la période tertiaire. Au cours du temps, avec l'érosion, ils sont devenus instables et ont commencé à bouger. Il en est résulté un chaos de roches avec des animaux sauvages, des sentiers romantiques et des escaliers dans des gorges étroites.